# William Robson, Baron Robson

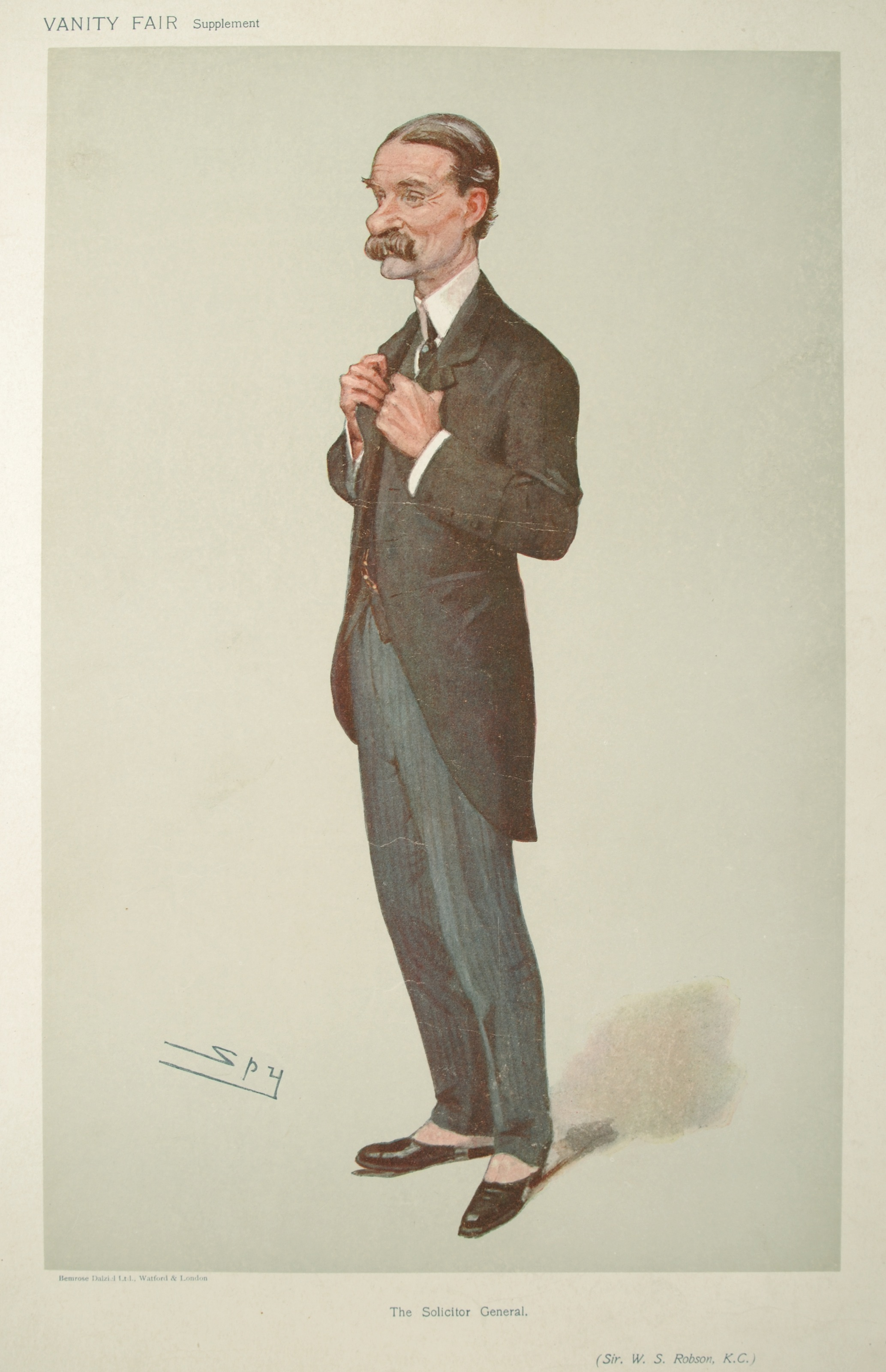
William Robson in einer Karikatur von Leslie Ward im Magazin Vanity Fair (25. Januar 1906)

William Snowdon Robson, Baron Robson GCMG PC (* 10. September 1852 in Newcastle upon Tyne; † 11. September 1918 in Battle, East Sussex) war ein britischer Politiker der Liberal Party und Jurist, der mehrere Jahre Abgeordneter im House of Commons sowie zuletzt als Lord of Appeal in Ordinary aufgrund des Appellate Jurisdiction Act 1876 als Life Peer auch Mitglied des House of Lords war.

## Leben

### Rechtsanwalt und Unterhausabgeordneter
Nach dem Schulbesuch absolvierte Robson ein Studium der Rechtswissenschaften am Gonville and Caius College der University of Cambridge und erhielt 1880 seine anwaltliche Zulassung bei der Rechtsanwaltskammer (Inns of Court) von Inner Temple und nahm ihm Anschluss eine Tätigkeit als Barrister auf. Fünf Jahre später wurde er am 24. November 1885 erstmals als Kandidat der Liberal Party als Abgeordneter in das House of Commons gewählt und vertrat dort bis zu seinem Ausscheiden knapp acht Monate später am 1. Juli 1886 den Wahlkreis Bow and Bromley.
Danach arbeitete er wieder als Barrister und wurde für seine anwaltlichen Verdienste 1892 zum Kronanwalt (Queen’s Counsel) ernannt. Am 13. Juli 1895 wurde er abermals zum Abgeordneten in das Unterhaus gewählt und vertrat dort nunmehr bis zum 26. Oktober 1910 den Wahlkreis South Shields. Während dieser Zeit war er zwischen 1895 und 1905 auch Recorder (Stadtrichter) von Newcastle upon Tyne und wurde ferner 1899 sogenannter „Bencher“ der Anwaltskammer von Inner Temple.
Am 12. Dezember 1905 erfolgte die Ernennung Robsons als Nachfolger von Edward Carson zum Solicitor General von England und Wales. Zugleich wurde er zum Knight Bachelor geschlagen und führte fortan den Namenszusatz „Sir“. 

### Generalstaatsanwalt, Lordrichter und Oberhausmitglied
Nach Beendigung der Tätigkeit als Solicitor General am 28. Januar 1908 und seiner Ablösung durch Samuel Thomas Evans wurde er am 28. Januar 1908 Nachfolger des verstorbenen John Lawson Walton als Attorney General für England and Wales und bekleidete dieses Amt bis zu seiner Ablösung durch Rufus Isaacs am 7. Oktober 1910.
Durch ein Letters Patent vom 7. Oktober 1910 wurde Robson aufgrund des Appellate Jurisdiction Act 1876 als Baron Robson, of Jesmond in the County of Northumberland, zum Life Peer erhoben und dadurch Mitglied des House of Lords und wirkte bis zu seinem Rücktritt 1912 als Lordrichter (Lord of Appeal in Ordinary). Darüber hinaus wurde er 1910 auch Privy Councillor und 1911 Knight Grand Cross des Order of St. Michael and St. George.